# Köteles Mária
Köteles Mária (Szeged, 1992. november 18. –) magyar erőemelő, a szegedi Ducsai Erőemelő Oskolája sportolója.

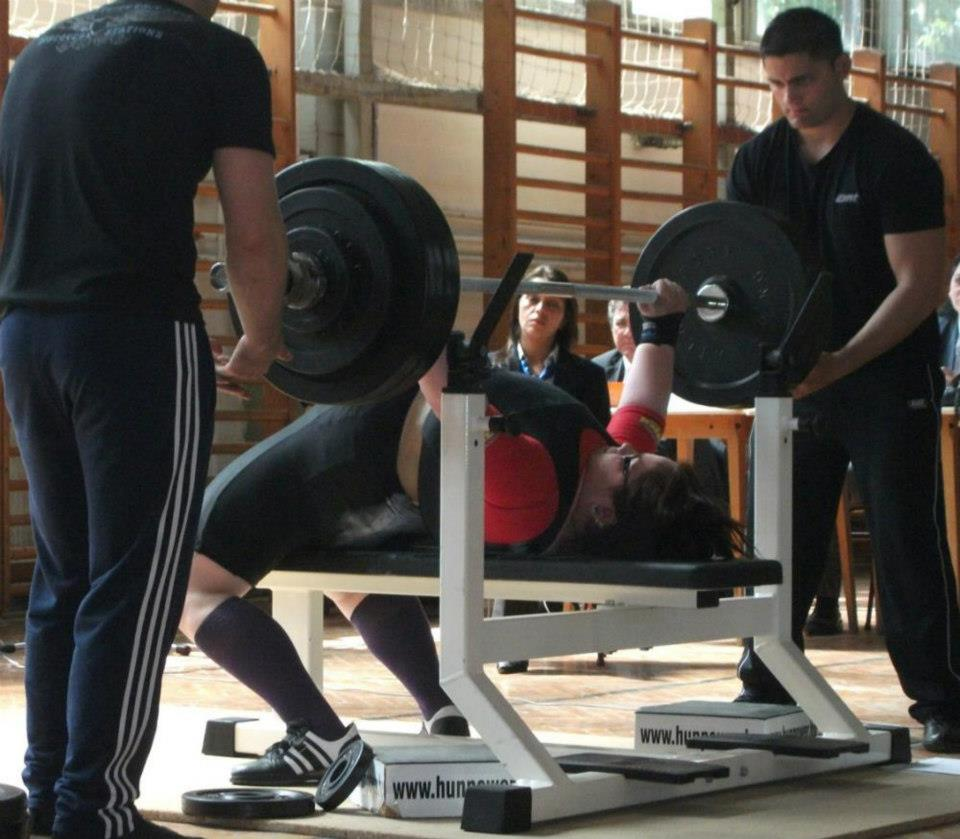

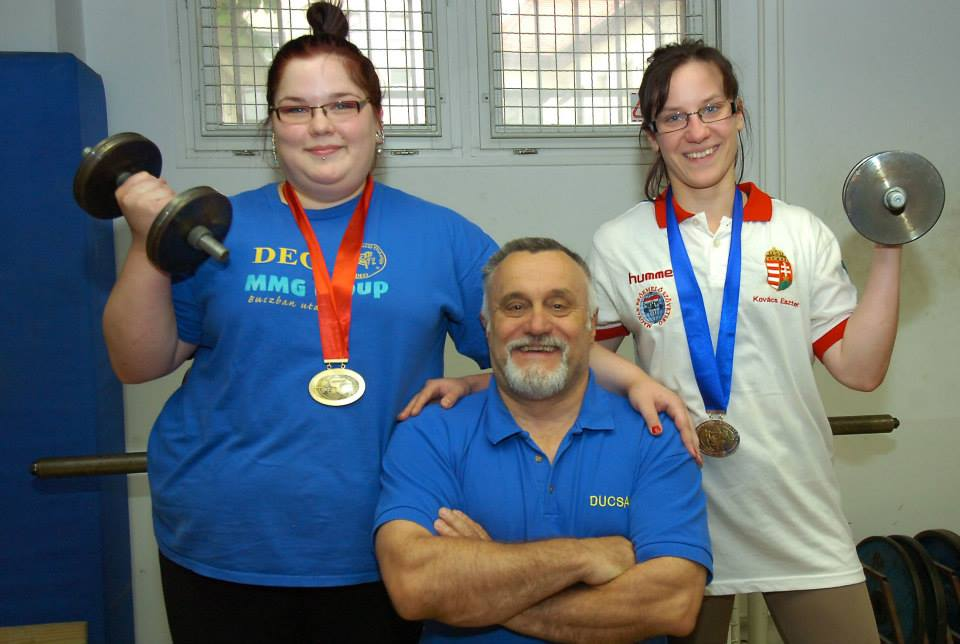
https://hu.wikipedia.org/wiki/Kov%C3%A1cs_Eszter_%28sportol%C3%B3%29

## Sportpályafutása
Sportpályafutását a középiskolai tanulmányai alatt kezdte el. 2010 óta versenyzője a szegedi Ducsai Erőemelő Oskolája sportegyesületnek, és azóta a Magyar Erőemelő Szövetség válogatottjának tagja. Jelenleg a junior korosztály állandó versenyzője, azonban junior és felnőtt versenyeken is indul fekve nyomásban, és erőemelésben egyaránt. A 2013-as és 2014-es év legeredményesebb női erőemelője. Junior korosztályban RAW erőemelő Európa-csúcstartó és RAW fekvenyomó világcsúcstartó.

## Eredményei
| Sportesemény               | Helye         | Teljesítmény | Helyezés |
| -------------------------- | ------------- | ------------ | -------- |
| 2010                       |               |              |          |
| XI. Fekvenyomó Diákolimpia | Budapest      | 75 kg        |          |
| Ifjúsági Fekvenyomó MB     | Ásotthalom    | 85 kg        |          |
| Junior Fekvenyomó MB       | Ásotthalom    | 85 kg        |          |
| Ifjúsági Erőemelő VB       | Plzeň         | 357,5 kg     | 4.       |
| Ifjúsági Erőemelő MB       | Barcs         | 395 kg       |          |
| Junior Erőemelő MB         | Barcs         | 395 kg       |          |
| Gyopáros Kupa              | Orosháza      | 125 kg       |          |
| Erőemelő MB                | Orosháza      | 430,5 kg     |          |
| Fekvenyomó MB              | Beled         | 125 kg       |          |
| 2011                       |               |              |          |
| XII.Fekvenyomó Diákolimpia | Szeged        | 105 kg       |          |
| Junior Fekvenyomó VB       | Sölden        | 130 kg       |          |
| Junior Erőemelő MB         | Budapest      | 465 kg       |          |
| Erőemelő MB                | Budapest      | 465 kg kg    |          |
| Junior Fekvenyomó MB       | Beled         | 147,5 kg     |          |
| Fekvenyomó MB              | Budapest      | 150 kg       |          |
| RAW Fekvenyomó MB          | Jánoshalma    | 112,5 kg     |          |
| 2012                       |               |              |          |
| Junior Fekvenyomó MB       | Jánoshalma    | 150 kg       |          |
| Fekvenyomó EB              | Terni         | 162,5        | 4.       |
| RAW Fekvenyomó MB          | Baja          | 117,5 kg     |          |
| Fekvenyomó MB              | Budapest      | 157,5 kg     |          |
| Junior Erőemelő MB         | Orosháza      | 482,5 kg     |          |
| 2013                       |               |              |          |
| RAW Junior Fekvenyomó MB   | Vésztő        | 115 kg       |          |
| RAW Fekvenyomó MB          | Vésztő        | 115 kg       |          |
| Junior Erőemelő EB         | Prága         | 440 kg       |          |
| Junior Fekvenyomó MB       | Kiskunmajsa   | 155 kg       |          |
| Junior Fekvenyomó VB       | Kaunas        | 165 kg       |          |
| RAW Junior Erőemelő MB     | Tab           | 460 kg       |          |
| RAW Erőemelő MB            | Tab           | 460 kg       |          |
| Duna Kupa                  | Ráckeve       | 552,5 kg     |          |
| Fekvenyomó MB              | Budapest      | 177,5 kg     |          |
| 2014                       |               |              |          |
| Junior Erőemelő EB         | Szentpétervár | 547,5 kg     |          |
| Fekvenyomó MB              | Beled         | 175 kg       |          |
| Junior Fekvenyomó VB       | Rødby         | 180 kg       |          |
| RAW Junior Erőemelő VB     | Potchefstroom | 472,5 kg     |          |
| RAW Fekvenyomó MB          | Baja          | 120 kg       |          |
| RAW Junior Fekvenyomó MB   | Baja          | 120 kg       |          |
| 2015                       |               |              |          |
| RAW Fekvenyomó MB          | Vésztő        | 135 kg       |          |
| RAW Junior Fekvenyomó MB   | Vésztő        | 135 kg       |          |
| RAW Junior Erőemelő EB     | Plzeň         | 487,5 kg     |          |
| Junior Erőemelő EB         | Orosháza      | 570 kg       |          |
| RAW Erőemelő MB            | Tab           | 505 kg       |          |
| RAW Junior Erőemelő MB     | Tab           | 505 kg       |          |
| Junior Fekvenyomó VB       | Sundsvall     | 165 kg       |          |
| RAW Junior Erőemelő VB     | Salo          | 522,5 kg     |          |

## Megjegyzés
1. ↑  Magyar Bajnokság

1. ↑  Világbajnokság

1. ↑  Európa-bajnokság